# Хромяков
Хромяков (укр. Хром'яків) — село в Олыкской поселковой общине Луцкого района Волынской области Украины.
До 2020 года входило в Киверцовский район.
Код КОАТУУ — 0721881607. Население по переписи 2001 года составляет 167 человек. Почтовый индекс — 45261. Телефонный код — 3365. Занимает площадь 0,394 км².